# Geneng (Prambanan)
Geneng is een bestuurslaag in het regentschap Klaten van de provincie Midden-Java, Indonesië. Geneng telt 2263 inwoners (volkstelling 2010).